# Ragazzo nella scatola

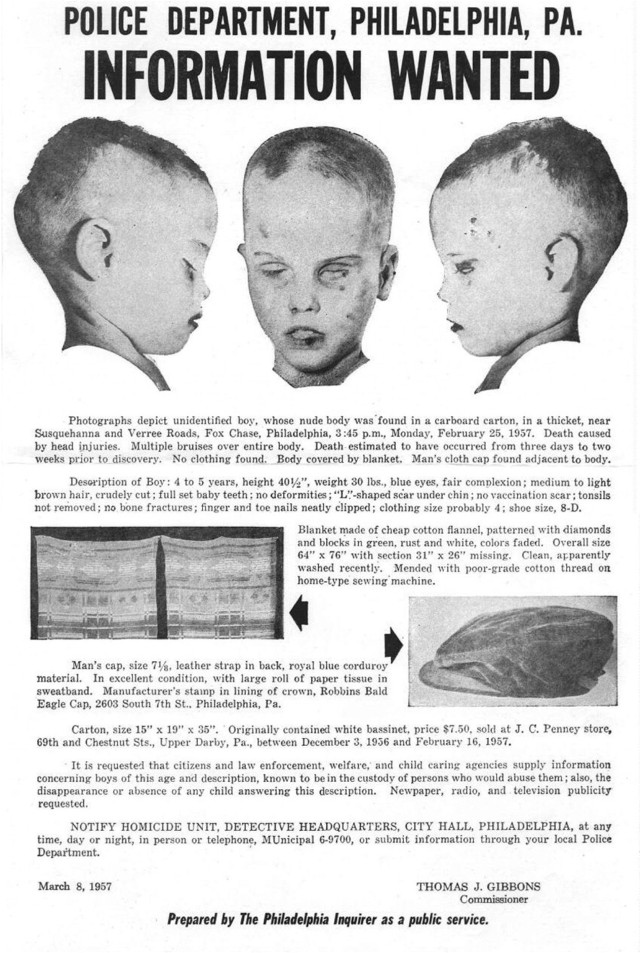
Manifesto originale del 1957, con la quale la polizia cercò di identificare il "ragazzo nella scatola"

Joseph Augustus Zarelli (13 gennaio 1953 – 25 febbraio 1957), precedentemente noto come "Boy in the Box" (il ragazzo nella scatola) o anche "America's Unknown Child" (il bambino sconosciuto d'America), è stato un bambino di 4 anni il cui corpo, nudo e con segni di percosse, fu ritrovato in una scatola di cartone nel quartiere di Fox Chase a Filadelfia, in Pennsylvania, il 25 febbraio 1957. La sua identità è stata pubblicamente rivelata l'8 dicembre 2022, a distanza di oltre 65 anni dal rinvenimento del corpo.

## Storia

### La scoperta del corpo

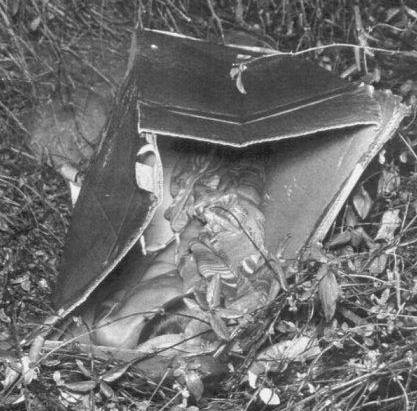
La scena del crimine, dove fu ritrovato il corpo.

Il corpo di un bambino in una scatola, avvolto in una coperta, fu ritrovato nel febbraio 1957 tra gli alberi in Susquehanna Road, nel quartiere di Philadelphia Fox Chase. Le scatole come quella erano destinate a contenere le culle prodotte da J. C. Penney. I capelli erano stati tagliati, probabilmente dopo la morte in quanto c'erano ciocche di capelli lungo il corpo. C'erano segni di forte denutrizione, oltre che delle cicatrici chirurgiche sulla caviglia e l'inguine, e una cicatrice a forma di L sotto il mento.
Il corpo fu scoperto da un giovane che stava controllando le sue trappole per topi. Temendo che la polizia avrebbe requisito le sue trappole, non parlò con nessuno. Qualche giorno dopo, precisamente il 25 del mese, uno studente notò un coniglio che correva nel sottobosco. Sapendo che c'erano delle trappole nella zona, fermò la macchina per fare dei controlli e scoprì il corpo. Anche lui all'inizio non voleva riportare la scoperta alla polizia, ma poi vi si recò il giorno seguente.

### Le indagini
La polizia iniziò le indagini il 26 febbraio 1957. Vennero prese le impronte digitali del ragazzo e c'era ottimismo per una rapida conclusione delle indagini. Tuttavia, nessuno si presentò per dare informazioni utili. Il caso attirò una grande attenzione da parte dei media a Philadelphia e sul Delaware Valley. Il giornale The Philadelphia Inquirer stampò 400 000 volantini con il probabile aspetto da vivo del bambino, distribuiti poi in tutta l'area, e furono allegati a ogni bolletta del gas a Philadelphia.
La scena del crimine fu perlustrata da cima a fondo da 270 poliziotti appena assunti, che rinvennero un cappello da uomo blu di velluto, una sciarpa da bambino e un fazzoletto bianco da uomo con la lettera G nell'angolo, tutti oggetti che non portarono all'apertura di nessuna nuova pista. La polizia si spinse fino a pubblicare delle foto postmortem del bambino vestito e seduto, sperando che qualcuno lo riconoscesse. Nonostante la pubblicità e l'interesse che continuò a manifestarsi nel corso degli anni, l'identità del bambino non venne scoperta e il caso rimase irrisolto.
Il corpo fu inizialmente sepolto in una fossa comune. Nel 1998 il corpo venne riesumato per estrarne il DNA, che fu ottenuto dallo smalto di un dente. Fu quindi sepolto nell'Ivy Hill Cemetery a Cedarbrook, vicino a Philadelphia, che aveva donato una grande tomba. La bara, la lapide e la funzione funebre furono donati dal figlio dell'uomo che seppellì il ragazzo nel 1957. Alla nuova sepoltura ci fu una grande partecipazione popolare e una copertura da parte dei media. La tomba ha una grande lapide con su scritto "America's Unknown Child," il ragazzo sconosciuto d'America. I residenti mantengono la tomba adornata da fiori e peluche di animali.

### Sviluppi successivi
Il 21 marzo 2016 il National Center for Missing & Exploited Children rilasciò una ricostruzione facciale della vittima e lo aggiunse al suo database.
Nell'agosto 2018 Barbara Rae-Venter, la genealogista che ha aiutato a catturare il Golden State Killer usando un'avanzata tecnica di DNA profiling, ha dichiarato che sta usando lo stesso metodo per cercare di identificare il ragazzo nella scatola.

### L'identificazione
Il 30 novembre 2022, il Dipartimento di Polizia di Filadelfia ha annunciato di aver identificato il bambino attraverso l'uso di test genetici e genealogia genetica investigativa e che avrebbe fornito un aggiornamento sul caso nella settimana successiva. Le fonti hanno dichiarato che si trattava del figlio di un'importante famiglia della contea di Delaware, in Pennsylvania. Le autorità hanno affermato che l'indagine avrebbe utilizzato le nuove informazioni per continuare la ricerca dei sospetti.[ L'8 dicembre 2022, il bambino è stato identificato pubblicamente come Joseph Augustus Zarelli, di 4 anni, nato il 13 gennaio 1953. I genealogisti avevano scoperto il suo nome più di un anno prima, nell'ottobre del 2021. Il 19 gennaio 2023 vennero comunicati i nomi dei genitori di Zarelli.
Gli investigatori sono stati finalmente in grado di identificarlo dopo che un cugino ha caricato il DNA in un database pubblico. Gli investigatori hanno poi incoraggiato la madre di questa persona (una cugina di primo grado di Zarelli) a inviare un profilo genetico a GEDmatch, cosa che ha fatto, permettendo agli investigatori di identificare i suoi genitori. È stato quindi emesso un ordine del tribunale per il certificato di nascita del bambino, che ha rivelato il nome del bambino e i nomi dei suoi genitori (successivamente verificati dal DNA).

### Teorie precedenti all'identificazione
Molte teorie sono state avanzate nel corso degli anni sull'identità del bambino, spesso considerate non attendibili, mentre due hanno generato notevole interesse e sono state, nel tempo, ampiamente indagate.
- La casa famiglia: una casa di affidamento si trovava a circa 2,5 km dal corpo. Nel 1960, Remington Bristow, un impiegato dell'ufficio del medico legale che con determinazione si interessò del caso fino alla sua morte nel 1993, contattò un sensitivo del New Jersey che gli disse di cercare una casa che fosse quella di una casa famiglia. Condotto sul luogo, il sensitivo portò Bristow direttamente all'edificio della casa famiglia[15] Dopo aver atteso la vendita dell'edificio, Bristow scoprì una culla simile a quelle vendute a J. C. Penney. Scoprì anche delle coperte simili a quella attorno al quale era stato avvolto il corpo del bambino. Bristow ritenne che il bambino apparteneva alla figliastra del direttore della casa, e che si erano liberati del corpo in modo che la figliastra non venisse additata come ragazza madre non sposata.[4] Ipotizzò che la morte del ragazzo fosse stata accidentale.[3] Nonostante le prove circostanziali, la polizia non fu in grado di trovare maggiori collegamenti tra il ragazzo nella scatola e la famiglia proprietaria del centro di affidamento.[4][6] Nel 1998 il tenente della polizia Tom Augustine, che era a capo delle indagini, e altri membri della cosiddetta "Vidocq Society" (un gruppo di poliziotti e profilers in pensione), intervistarono il padre adottivo e la figliastra (che nel frattempo si erano sposati). L'indagine sulla casa famiglia fu quindi chiusa.[15]
- La donna conosciuta come "Martha" o "M": un'altra teoria fu portata avanti nel febbraio 2002 da una donna identificata solamente come "Martha". La polizia considerò la sua storia come plausibile pur dubitando della sua testimonianza in quanto la donna era stata affetta da malattie mentali in passato.[6][16] "M" dichiarò che sua madre, donna violenta, aveva "preso in prestito" il bambino (il cui nome era Jonathan) dai suoi genitori nell'estate del 1954.[4][7] In seguito, il bambino fu sottoposto a estreme violenze fisiche e abusi sessuali per due anni e mezzo. Una sera a cena, il bambino aveva vomitato i fagioli stufati che stava mangiando, sarebbe stato, a detta della donna, violentemente picchiato e sbatté la testa contro il pavimento, rimanendo incosciente. Gli venne quindi fatto un bagno durante il quale morì. Queste informazioni combaciavano con quelle in possesso della polizia: infatti il coroner trovò nello stomaco dei resti di fagioli stufati, e le dita erano rugose a causa dell'acqua.[4] La madre di "M" avrebbe quindi tagliato i capelli al bambino per non farlo riconoscere. Avrebbe poi costretto "M" ad assisterla mentre si liberava del corpo a Fox Chase. "M" continuò a raccontare che mentre con la madre stavano per rimuovere il corpo dal baule dell'auto, un motociclista che passava nei dintorni si fermò per offrire aiuto. Ad M fu detto di mettersi davanti alla targa della macchina per coprirla. Queste informazioni combaciavano con quelle fornite da un testimone nel 1957.[4] Nonostante la possibile verosimiglianza delle informazioni date da M alla polizia, questa non fu in grado di verificare le sue dichiarazioni. I vicini che avevano avuto accesso alla casa di M negarono che c'era un bambino che vivesse lì, e ignorarono la sua testimonianza definendola "ridicola".[6]
- L'artista forense Frank Bender sviluppò una teoria secondo la quale il bambino sarebbe stato cresciuto come una ragazza. Il taglio di capelli così come le sopracciglia curate erano la base della sua teoria. Bender in seguito realizzò uno sketch del bambino con i capelli lunghi, riflettendo le ciocche di capelli che erano state ritrovate sul corpo.[17]
- Nel 2016, due scrittori, uno di Los Angeles (Jim Hoffmann) e l'altro del New Jersey (Louis Romano), spiegarono che ritenevano di aver scoperto una possibile identità da Memphis, in Tennessee, e richiesero che il DNA venisse comparato ai membri della famiglia e del bambino. La pista fu originariamente scoperta da un uomo di Filadelfia (che aveva fatto conoscere Romano e Hoffman) e i 2 aiutarono l'uomo di Filadelfia ad ottenere del DNA da questo particolare membro di una famiglia, DNA che fu spedito nel gennaio 2014 al Dipartimento di polizia della città. Nell'ottobre 2017 la polizia della città confermò che attraverso l'analisi del DNA, ottenuta grazie all'aiuto della polizia di Memphis, che quest'uomo di Memphis e il ragazzo nella scatola erano sicuramente imparentati.[7]

## Nella cultura di massa
La storia fu raccontata nella serie televisiva America's Most Wanted il 3 ottobre 1998 e il 12 luglio 2008. Le serie televisive Cold Case, CSI: Crime Scene Investigation, e Law & Order: Special Victims Unit hanno tutte utilizzato personaggi di fantasia in alcuni episodi, ispirati al "ragazzo nella scatola".